# 松音知站

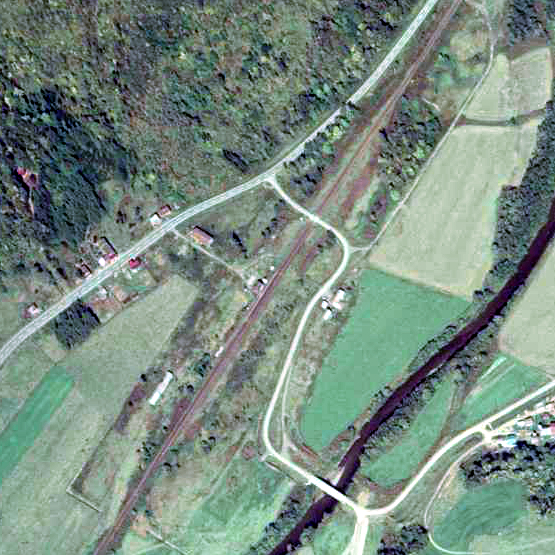
1977年的松音知站與方圓約500米範圍。上方為中頓別方向。圖中為結束貨物處理和無人化後的情況。當時所有側線均撤走，只剩下車站大樓一邊的月台。曾經此站會起載木材，在車站後方設有堆場，在露天堆放了很多木頭。拍攝當年沒有貨物要處理，因此堆場不再使用，平交道也遷移至車站附近。

松音知站（日语：／ Matsuneshiri eki */?）是位於北海道枝幸郡中頓別町字松音知，北海道旅客鐵道（JR北海道）的天北線車站（廢站）。隨著天北線廢線，車站在1989年（平成元年）5月1日廢除。

## 歷史
- 1916年（大正5年）10月1日 - 鐵道院宗谷線小頓別站至中頓別站之間開通，此站啟用[1]。當時為一般車站[1]。
- 1919年（大正8年）10月20日 - 路線名稱改為宗谷本線，成為宗谷本線車站。
- 1930年（昭和5年）4月1日 - 音威子府站至稚內站之間的路段改名為北見線，成為北見線車站。
- 1949年（昭和24年）6月1日 - 日本國有鐵道成立，成為日本國有鐵道車站。
- 1961年（昭和36年）4月1日 - 路線改名為天北線，成為天北線車站。
- 1973年（昭和48年）9月17日 - 終束處理貨物和行李業務[3]。停止使用交會設備，同時成為無人車站[4]。
- 1987年（昭和62年）4月1日 - 伴隨國鐵分割民營化，車站由北海道旅客鐵道（JR北海道）營運[1]。
- 1989年（平成元年）5月1日 - 天北線全線廢除，此站也廢除[1]。

## 車站構造
截至車站廢除前，車站是一座地面車站，設有1面1線的單式月台。月台位於路軌西北方（南稚內方向的列車會開啟左邊車門）。站內沒有轉轍器。曾經此站設有2面2線的相對式月台，當時可進行列車交會。
此站是無人車站。在有人車站時代還有車站大樓。車站大樓位於站內西北方，鄰接月台。車站比周邊的地勢較高，從站前廣場前往車站大樓出入口之間需要經過木製樓梯。

## 站名的由來
車站名稱取自地名。地名在阿伊努語為「マツ・ネ・シリ」，其意思是「女之山」。而車站附近有兩座山，在阿伊努語中，兩座山分別名為「マツ・ネ・シリ」和「ピン・ネ・シリ」（男之山）。

## 車站周邊
車站位於山中。
- 國道275號（頓別國道）
- 松音知神社[7]
- 頓別川[7]
- 松音知岳 - 車站西南方。海拔528米[7]。
- 宗谷巴士（日语：宗谷バス）天北宗谷岬線（日语：天北線 (宗谷バス)）「松音知」巴士站

## 使用狀況
| 乘車人員變化 | 乘車人員變化 |
| 年度         | 1日平均人次  |
| ------------ | ------------ |
| 1921         | 62           |
| 1935         | 31           |
| 1953         | 82           |

## 現況

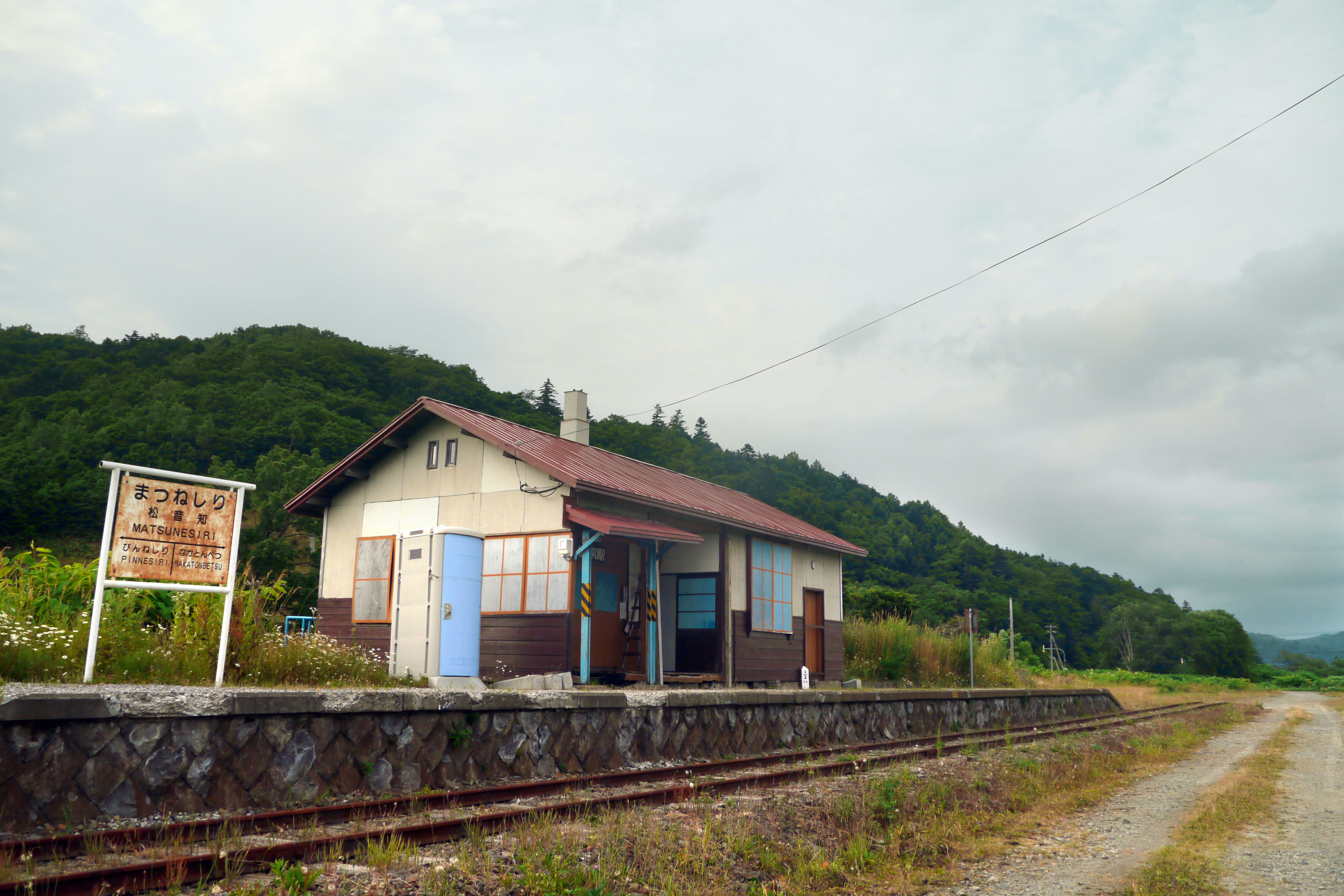
還在在的松音知站(2011年8月5日)

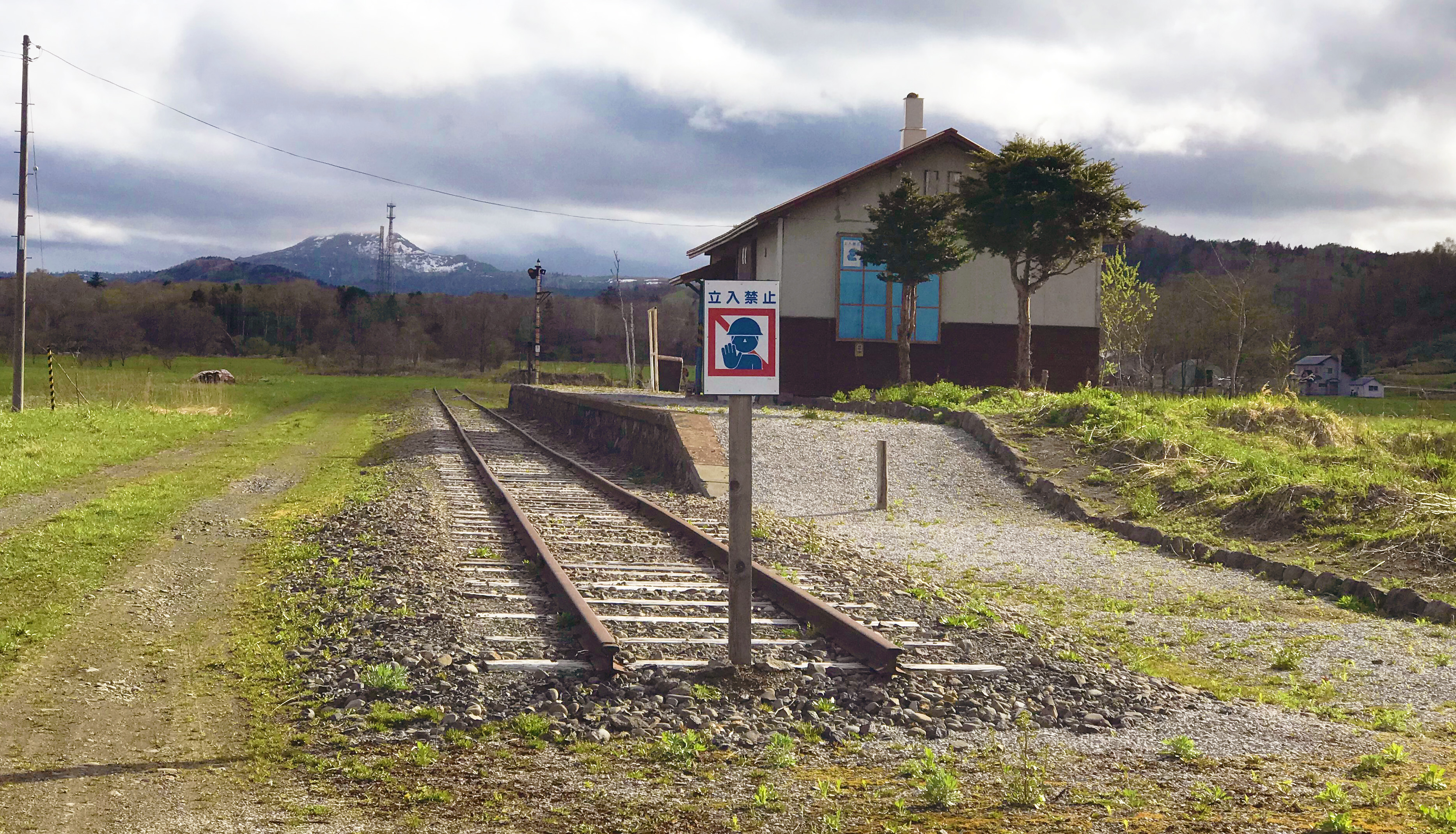
松音知站(2019年5月11日)

截至1997年（平成9年），車站遺址變成了私人別墅。保留了車站大樓、月台、路軌和臂木式號誌機，幾乎保留了當時的樣子。截至2010年（平成22年）也是同樣。在當時成為了舊天北線中唯一現存的車站大樓。截至2011年（平成23年）也是同樣，由當地人們繼續保存，模擬了當時的車站大樓。由於門口是模仿的，因此不可進入車站大樓內部。
現時車站大樓的擁有者表明不可進入車站範圍內拍攝。

## 相鄰車站
北海道旅客鐵道（JR北海道）
天北線
周磨－松音知－上駒

## 注腳
1. 1 2 3 4 5 6  石野哲（編）. . JTB. 1998: 905. ISBN 978-4-533-02980-6 （日语）.
2. ↑  1948年撮影航空写真（日語）（國土地理院 地圖、航空相片參閲服務）
3. ↑  . 官報. 1972-09-14 （日语）.
4. ↑  . 鐵道公報 (日本國有鐵道總裁室文書課). 1973-09-14: 4 （日语）.
5. 1 2 3  書籍《国鉄全線各駅停車1 北海道690駅》（小學館，1983年7月發行）188頁。
6. 1 2 3  書籍《北海道の鉄道廃線跡》（著：本久公洋，北海道新聞社，2011年9月發行）244-245頁。
7. 1 2 3  書籍《北海道道路地図 改訂版》（地勢堂，1980年3月發行）16頁。
8. ↑  中頓別町史 平成9年5月發行 P397/8,855
9. ↑  書籍《鉄道廃線跡を歩くIV》（JTB出版，1997年12月發行）24-25頁。
10. ↑  書籍《新 鉄道廃線跡を歩く1 北海道・北東北編》（JTB出版，2010年4月發行）15-17頁。
11. ↑  松音知駅とは[]（日語） - 松音知站長

## 外部連結
- 國土地理院 地圖、航空相片參閲服務 1948年航空相片 USA-R327-114（日語）